# Кибивотт, Фрэнсис
Фрэнсис Кибивотт Ларабал — кенийский бегун на длинные дистанции. Победитель пробега Dam tot Damloop в 2003 и 2006 годах. В 2006 году выиграл Делийский полумарафон. На Берлинском полумарафоне 2007 года занял 2-е место с личным рекордом — 59.26. Победитель Сеульского марафона JoongAng 2009 года с результатом 2:09.00. Победитель Наганского марафона 2012 года с рекордом трассы 2:09.06.
Его менеджером является Йос Херменс.